# Amtsbezirk Grünburg
Der Amtsbezirk Grünburg war eine Verwaltungseinheit im Traunkreis in Oberösterreich.
Der Amtsbezirk war der Kreisbehörde in Steyr unterstellt und besorgte deren Amtsgeschäfte vor Ort. Die Zuständigkeit erstreckte sich neben Grünburg auf die damaligen Gemeinden Molln, Steinbach und Waldneukirchen und umfasste damals 32 Dörfer.